# Hello, Mabel
Hello, Mabel er en amerikansk stumfilm fra 1914 af Mack Sennett.

## Medvirkende
- Mabel Normand som Mabel
- Phyllis Allen
- Charley Chase
- Chester Conklin
- Alice Davenport